# Halové mistrovství Československa v atletice 1975
Halové mistrovství Československa v atletice 1975 se konalo v Jablonci nad Nisou ve dnech 15. a 16. února 1975.

## Překonané a vyrovnané rekordy
Během mistrovství Helena Fibingerová překonala halový světový rekord ve vrhu kouli výkonem 21,13 m. Jarmila Nygrýnová překonala československý rekod ve skoku do dálky výkonem 652 cm.

## Medailisté

### Muži
| Soutěž        | Zlato                   | Stříbro                 | Bronz                  |
| 60 m          | Juraj Demeč 6,73        | Otakar Wild 6,80        | Václav Štefek 6,82     |
| 300 m         | Jindřich Kohout 34,8    | Ladislav Šoustar 35,2   | Ján Svrček 35,4        |
| 800 m         | Milan Richtárik 1:54,0  | Tomáš Linhart 1:54,7    | Josef Bajovský 1:55,2  |
| 1500 m        | Josef Šach 3:56,2       | Martin Zvoníček 4:00,4  | Petr Bláha 4:01,8      |
| 3000 m        | Martin Zvoníček 8:29,6  | Karel Gába 8:31,6       | Petr Štěpánek 8:32,0   |
| 60 m př.      | Jiří Čeřovský 7,83      | Ivan Sedláček 7,97      | Petr Čech 7,99         |
| Skok do výšky | Ivan Macháček 205 cm    | Miloslav Hála 205 cm    | Karel Rozkošný 205 cm  |
| Skok o tyči   | Antonín Hadinger 490 cm | Zdenek Lhotský 480 cm   | Ivo Strnad 470 cm      |
| Skok daleký   | Zdeněk Mazur 755 cm     | Jaroslav Priščák 751 cm | Tomáš Hluštík 742 cm   |
| Trojskok      | Jiří Vyčichlo 16,06 m   | Václav Fišer 15,85 m    | Ján Šimonovič 15,62 m  |
| Vrh koulí     | Jaroslav Brabec 19,12 m | Jan Skoupý 17,77 m      | Václav Bernard 16,04 m |

### Ženy
| Soutěž        | Zlato                      | Stříbro                   | Bronz                                 |
| 60 m          | Krista Jarošová 7,45       | Jana Veverková 7,61       | Zdena Kubáčová 7,65                   |
| 800 m         | Drahomíra Fuxová 2:13,2    | Helena Nerudová 2:16,7    | Jana Broučková 2:19,0                 |
| 1500 m        | Helena Nerudová 4:40,4     | Marta Hrubanová 4:46,6    | Šárka Balcarová 4:46,9                |
| 60 m př.      | Monika Schönauerová 8,42   | Brigita Suchánková 8,85   | Renata Hortová 8,83                   |
| Skok do výšky | Věra Bradáčová 180 cm      | Vanda Nováková 170 cm     | Marta Jandová Marie Severýnová 170 cm |
| Skok daleký   | Jarmila Nygrýnová 652 cm   | Vanda Nováková 601 cm     | Viera Dodrvová 592 cm                 |
| Vrh koulí     | Helena Fibingerová 21,13 m | Ludmila Duchoňová 16,00 m | Jana Matysová 16,00 m                 |